# Popivka, Hlobîne
Popivka (în ucraineană Попівка) este un sat în comuna Fedorivka din raionul Hlobîne, regiunea Poltava, Ucraina.

## Demografie
Componența lingvistică a localității Popivka
     Ucraineană (96,52%)
     Rusă (2,61%)
     Alte limbi (0,87%)
Conform recensământului din 2001, majoritatea populației localității Popivka era vorbitoare de ucraineană (96,52%), existând în minoritate și vorbitori de rusă (2,61%).